# Disturbios en Hong Kong de 1966
Los disturbios en Hong Kong de 1966 fueron una serie de disturbios que tuvieron lugar durante tres noches en las calles de Kowloon, Hong Kong, en la primavera de 1966. Los disturbios comenzaron como manifestaciones pacíficas contra la decisión del gobierno colonial británico de aumentar en un 25% la tarifa de viaje del puerto de pasajeros del Star Ferry.
Una persona murió en los disturbios, decenas resultaron heridas y más de 1800 personas fueron arrestadas.

## Causas

### Causa directa

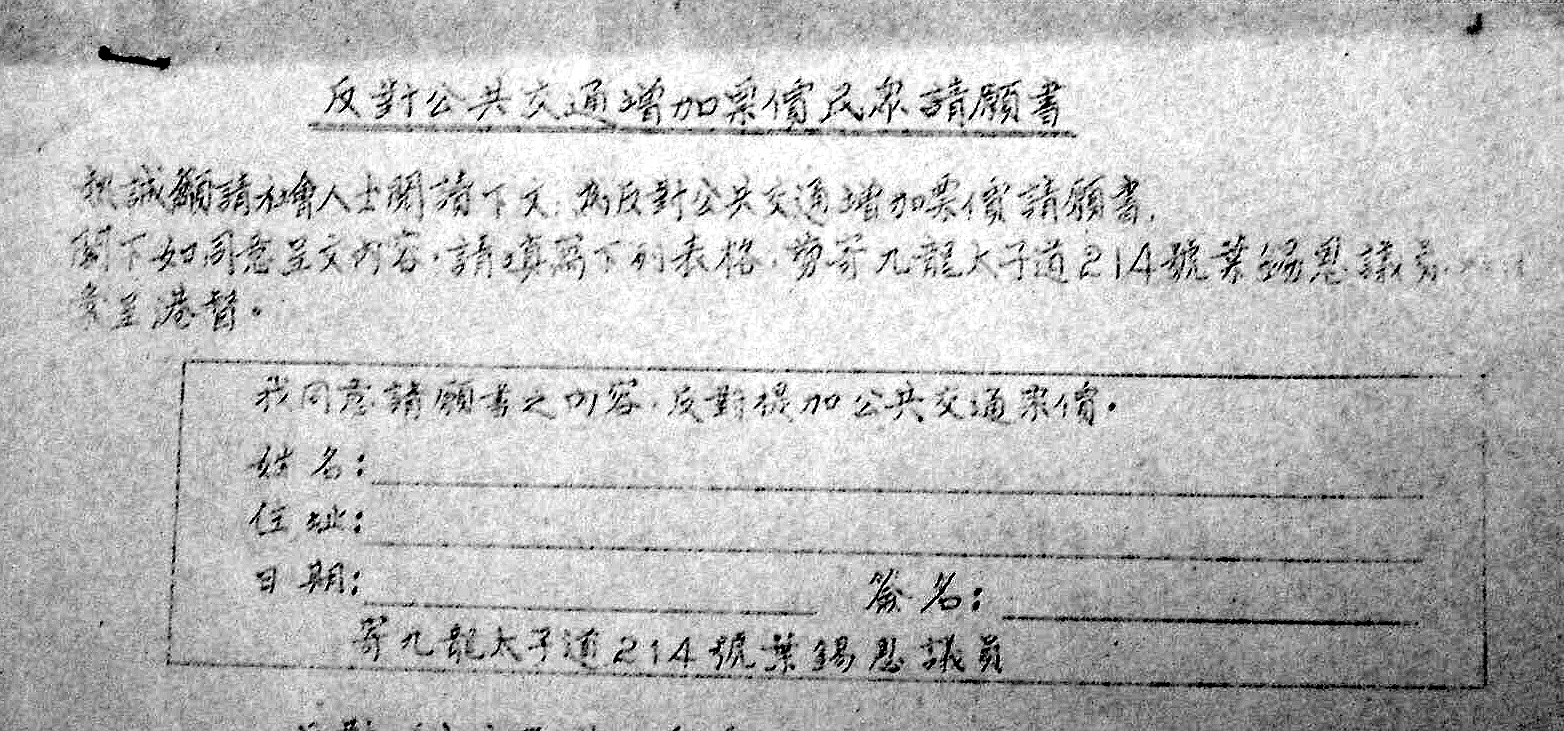
Formulario de petición creado por Elsie Elliot contra el aumento de tarifa de Star Ferry

El Star Ferry fue un enlace importante entre la península de Kowloon y la isla de Hong Kong antes de que se construyera el túnel Cross-Harbour en 1972. En octubre de 1965, el Gobierno reveló que Star Ferry le había solicitado aumentos de tarifas de entre el 50% y el 100%. Star Ferry, que consideró esto un secreto, expresó su consternación porque la solicitud se había hecho pública. Además, se reveló que Star Ferry había solicitado las opiniones de Hong Kong y Yaumati Ferry sobre el aumento buscado. Esto provocó el temor público de que si se aprobaba el aumento de las tarifas, otras formas de transporte público también elevarían sus precios.
Cuando el Comité Asesor de Transporte (TAC) aprobó el aumento de tarifas de Star Ferry en marzo de 1966, Elsie Elliot, concejala urbana creó una petición contra el aumento de tarifas y recogió las firmas de 20 000 ciudadanos.
Dos participantes realizaron una protesta pacífica. Sin embargo, fue severamente reprimido por el gobierno de Hong Kong.

### Causa subyacente
La década de 1960 fue un período de creciente descontento por el dominio colonial británico. Las condiciones de vida y de trabajo de la población en general eran malas y prevalecía la corrupción política. Los ciudadanos desconfiaban de la policía. Al igual que con los posteriores disturbios en Hong Kong de 1967, el malestar social estaba llegando a un punto de ebullición.

## Protestas

### Demostraciones
4 de abril de 1966
En la mañana del 4 de abril, So Sau-chung (蘇守忠), un joven de 27 años que trabajaba como traductor, inició una huelga de hambre en la terminal de Star Ferry en el Distrito Central. Así que llevaba una chaqueta negra en la que había escrito a mano las palabras "Hail Elsie", "Únete a la huelga de hambre para bloquear el aumento de tarifas". Captó el estado de ánimo del público y rápidamente atrajo a una multitud de seguidores.
5 de abril de 1966
Otro joven, Lo Kei (盧麒), se unió a So en la huelga de hambre. A las 16:10, la policía de Hong Kong arrestó a So Sau-chung por los cargos de obstrucción del paso. Un grupo de simpatizantes fueron a la Casa de Gobierno para presentar una petición al gobernador, David Trench.
Esa noche, más de 1000 personas se reunieron en Tsim Sha Tsui para protestar contra el arresto de So y el aumento de tarifas de la compañía Star Ferry. Los manifestantes marcharon hacia Mong Kok y de regreso a Tsim Sha Tsui.

### Escalada
6 de abril de 1966
So fue juzgado en el Tribunal de Magistrados de Occidente y condenado a dos meses de prisión.
Las multitudes comenzaron a reunirse alrededor de las 8pm, y estalló la violencia entre los manifestantes en Kowloon unas dos horas después. En la concurrida calle Nathan, las turbas arrojaron piedras a los autobuses y prendieron fuego a los vehículos. La comisaría de policía de Yau Ma Tei también fue atacada por una multitud de más de 300 personas. La policía antidisturbios disparó gas lacrimógeno en respuesta, pero la gente continuó reuniéndose en la calle Nathan, y la multitud casi duplicó su tamaño una vez que los cines de Hong Kong cerraron a la medianoche.
Los alborotadores saquearon tiendas, atacaron e incendiaron instalaciones públicas, incluidas estaciones de bomberos y centrales eléctricas  La policía antidisturbios continuó disparando gases lacrimógenos contra la multitud y, en algunos casos, disparó sus carabinas contra los saqueadores. Durante esa noche, se dispararon 772 botes de gas lacrimógeno, 62 proyectiles de madera y 62 cartuchos de carabina.
El ejército británico también fue llamado a la acción. Soldados con bayonetas arregladas patrullaban las calles de Kowloon imponiendo un toque de queda desde la 1:30am.
7 de abril de 1966
Al día siguiente, el gobierno anunció que el toque de queda comenzaría antes, a las 7pm, y advirtió que cualquier alborotador corría el riesgo de ser baleado. Pero esa noche, los alborotadores todavía se reunieron en la calle Nathan. Una vez más, los vehículos fueron incendiados y las tiendas saqueadas. Cientos de personas intentaron, sin éxito, incendiar las comisarías de policía de Yau Ma Tei y Mong Kok.
Durante el transcurso de la velada, se utilizaron 280 rondas de gas lacrimógeno y 218 rondas de bastón. Un manifestante murió, cuatro resultaron heridos y se realizaron 215 arrestos.
8 de abril de 1966
Había enormes colas para el transporte público cuando los trabajadores se iban a casa temprano, y la ciudad era como un pueblo fantasma una hora antes del toque de queda. Unos 3500 policías patrullaban las calles. Hubo algunos incidentes de lanzamiento de piedras en las mansiones Chungking y en la calle Nam Cheong en Sham Shui Po . Los allanamientos de policías vestidos de civil culminaron con la detención de 669 agitadores.

## Consecuencias
Unas 300 personas comparecieron ante los tribunales y 258 personas recibieron condenas de hasta dos años de prisión. Los disturbios comenzaron a disiparse y el 10 de abril se levantó el toque de queda. El aumento de tarifa se aprobó el 26 de abril. Los daños causados se estimaron en 20 millones dólares de Hong Kong.
Después de los disturbios, el gobierno colonial estableció la Comisión de Investigación de Disturbios de Kowloon, presidida por el juez Michael Hogan, con el objetivo de identificar la causa, en particular, los elementos sociales que subyacen al estallido de violencia. El informe de la investigación citó una de las principales razones: la falta generalizada de un sentido de pertenencia a la sociedad de los jóvenes, la inseguridad generalizada y la desconfianza del gobierno entre las bases; todo esto se vio agravado por la recesión económica, el desempleo y la escasez de viviendas. La investigación recomendó al gobierno de Trench crear el cargo de funcionarios de distrito (民政事務專員) para mejorar la gobernanza facilitando la comunicación entre el gobierno y el público local. Sin embargo, los hallazgos fueron ridiculizados como "una farsa" por Elsie Elliot.
Lo Kei fue arrestado después del evento, presuntamente por robo. En enero de 1967, fue encontrado ahorcado en un apartamento de Ngau Tau Kok. Oficialmente, su muerte se registró como un suicidio, pero Elliot y So desafiaron el veredicto. So, y algunos otros, organizaron una protesta en Mong Kok hasta abril, cuando So fue arrestado y enviado al Hospital Castle Peak durante 14 días.

## Trascendencia
Los disturbios de 1966 marcaron el nacimiento del activismo cívico en Hong Kong. Es el primer movimiento social a gran escala en Hong Kong con una gran participación de jóvenes. También reflejó un descontento social generalizado que finalmente condujo a los disturbios de izquierda en todo el territorio en 1967.
El muelle donde se originaron los disturbios, se incluyó en el controvertido proyecto de remodelación del paseo marítimo Central en 2007. Muchos manifestantes vincularon su manifestación contra la demolición del muelle con la acción de So.